# 波赫克羅埃西亞人聯邦實體提案
克羅埃西亞人聯邦實體，或称第三实体，是波士尼亞與赫塞哥維納提議設立的一個聯邦實體，包括克羅埃西亞人在波赫的居住地區。該提案得到了包括波赫克羅埃西亞人選舉人在內的克羅埃西亞國民議會的支持。但包括邊界在內的詳細計劃尚未確定。
由於波赫已經有塞爾維亞人為主的塞族共和國和波士尼亞人为主的波士尼亞與赫塞哥維納聯邦，作為主要三民族之一的克羅埃西亞人理論上亦應有自己的聯邦實體。因此克羅埃西亞人要求分拆波士尼亞與赫塞哥維納聯邦。